# Odontites discolor
Odontites discolor ist eine halbparasitäre Pflanzenart aus der Gattung der Zahntroste (Odontites). Die Art kommt endemisch im Nordosten Algeriens vor.

## Beschreibung
Odontites discolor ist eine aufrecht wachsende, reich verzweigte, einjährige, krautige Pflanze. Sie erreicht Wuchshöhen von 5 bis 40 cm, einer Quelle zufolge sollen die Pflanzen auch bis 80 cm hoch werden können. Der Stängel kann an der Basis mehr als 2 mm stark werden und ist dicht mit anliegenden, 0,2 bis 0,5 mm langen, abwärts gerichteten Trichomen behaart. Aus den Knoten der Hauptachse entspringen mehr als zehn Paare von Seitenästen. Die Laubblätter sind linealisch geformt, ganzrandig und am Rand sowie teilweise auf der Unterseite dichtborstig behaart.
Die Blütenstände bestehen aus mehr als zehn Blüten, die von laubblattartig-schuppigen Tragblättern begleitet werden. Diese sind ähnlich den Laubblättern behaart, die unteren erreichen eine Länge von 3,5 bis 8 mm und eine Breite von 1,5 bis 2,5 mm. Die Aufblühreihenfolge innerhalb eines Blütenstandes ist von der obersten Blüte hin zu den unteren Blüten.
Die selbstbefruchtenden (autogamen) Blüten erreichen eine Länge von 7,5 bis 11 mm. Der Kelch wird 4 bis 7 mm lang und ist auf der Hälfte der Länge geteilt. Die Kelchzipfel sind dreieckig, wobei die oberen etwas länger und deutlich breiter als die unteren sind. Die Behaarung des Kelches besteht aus dicht stehenden und meist anliegenden, bis zu 0,5 mm langen Stieldrüsen mit kurz-kegeligen Köpfchen. Besonders stark ist die Behaarung an der Bauchseite (ventral) des Kelches ausgeprägt. Die Krone ist purpurrot gefärbt und nur an der Unterlippe mit kurzen Köpfchendrüsen besetzt. Die Kronröhre nimmt etwa die Hälfte der Kronlänge ein, ist aber kürzer als der Kelch. Der Helm ist deutlich länger als die Unterlippe. Die Unterlippe ist auf maximal zwei Drittel der Länge in drei Zipfel gespalten. Der Mittelzipfel hat einen trapezförmigen oder fast rechteckigen bis quadratischen Umriss, ist an der Spitze deutlich ausgerandet und meist etwas länger als die Seitenzipfel. Die Seitenzipfel sind nahezu halbkreisförmig, die Spitze ist abgerundet oder undeutlich ausgerandet.
Die vier Staubblätter stehen teilweise im Helm verborgen. Die unteren zwei Drittel der Staubfäden sind papillös. Im rechten Winkel zu den Staubfäden stehen die Staubbeutel, sie sind gelb oder hellbraun gefärbt und erreichen eine Länge von 1,5 bis 1,9 mm. Die Theken öffnen sich über die gesamte Länge und sind am unteren Ende in eine Stachelspitze verschmälert. Am oberen Ende sind sie mit spiralförmigen Trichomen besetzt, im unteren Teil stehen bis zu 0,5 mm lange bärtige Trichome, das Konnektiv ist mit vielen bis zu 0,7 mm langen Schlauchhaaren besetzt. Die Pollenkörner erreichen eine Größe von etwa 24 × 28,2 µm. Der Fruchtknoten enthält in zwei Fächern insgesamt zehn oder zwölf Samenanlagen.
Die Früchte sind umgekehrt eiförmige Kapseln, die deutlich ausgerandet sind und etwa 1,6- bis 2-mal so lang wie breit werden.

## Vorkommen
Die Art ist in der Unterart subsp. discolor ein Endemit des nordöstlichen Algeriens. Sie kommt dort im östlichen Tellatlas und im Edough-Gebirge vor und wächst dort in Höhenlagen zwischen 300 und 1100 m.

## Systematik
Die Art Odontites discolor wird zusammen mit Odontites squarrosus und Odontites purpureus in die Artengruppe Odontites purpureus agg. gestellt. Innerhalb der Art werden zwei Unterarten unterschieden, die sich nur leicht in der Behaarung der Tragblätter und Kelche, der Blütengröße und den Einschnitten der Unterlippe der Blüten unterscheiden:
- Odontites discolor ssp. discolor: Sie kommt in Algerien vor.
- Odontites discolor ssp. ciliatus (Pomel) Bolliger: Sie kommt in Tunesien vor.